# Куценко, Сергей Алексеевич
Сергей Алексеевич Куценко (1948—2006) — советский и российский учёный-медик, токсиколог, организатор здравоохранения и медицинской науки, доктор медицинских наук (1987), профессор (1988), генерал-майор медицинской службы. Заслуженный работник высшей школы Российской Федерации (1998).

## Биография
Родился 22 апреля 1948 года в Петропавловске-Камчатском.
С 1967 по 1972 годы проходил обучение на факультете подготовки врачей для ВМФ в Военно-медицинской академии имени С. М. Кирова. С 1972 по 1973 годы — начальник медицинской службы ПЛ Балтийского флота Военно-морского флота.
С 1973 по 1977 годы обучался в адъюнктуре по кафедре токсикологии и медицинской защиты Военно-медицинской академии имени С. М. Кирова. С 1977 по 1984 годы — преподаватель кафедры военной токсикологии и медицинской защиты, с 1984 по 1989 годы — заместитель начальника и профессор кафедры военной токсикологии и медицинской защиты. С   1989 по 1990 годы — начальник учебного отдела Военно-медицинской академии имени С. М. Кирова. 
С 1990 по 1991 годы — заместитель начальника по научной работе, с 1991 по 1996 годы — начальник Государственного научно-исследовательского института военной медицины Министерства обороны России. С 1996 по 2006 годы — заведующий кафедрой военной токсикологии и медицинской защиты ВМА имени С. М. Кирова, одновременно являлся главным токсикологом Министерства обороны Российской Федерации.
В 1977 году С. А. Куценко защитил диссертацию на соискание учёной степени кандидата медицинских наук, а в 1987 году — диссертацию на соискание учёной степени доктора медицинских наук. В 1988 году С. А. Куценко было присвоено учёное звание профессора.
Основная педагогическая и научно-методическая деятельность С. А. Куценко была связана с вопросами в области взаимодействия нейромедиаторных систем головного мозга при сильных интоксикациях, изучения патогенеза интоксикаций нейротоксичности и разработки теоретических основ токсикологии. Был членом Правления Всероссийского общества токсикологов и членом Президиума Межведомственного совета по токсикологии химических веществ Российской академии наук и Министерства здравоохранения Российской Федерации. Был автором более 170 научных трудов, под его руководством было подготовлено 20 докторских и кандидатских диссертаций.
Скончался 25 декабря 2006 года в городе Санкт-Петербурге.

## Основные труды
- Токсикология металлов / С. А. Куценко, М. А. Луцык, В. П. Мельничук; Воен.-мед. акад. - СПб. : Воен.-мед. акад., 2000 г. — 111 с.
- Токсикология в системе медицинской науки и практики / С. А. Куценко ; Воен.-мед. акад. - СПб. : Воен.-мед. акад., 2003 г. — 22 с.
- Военная токсикология, радиобиология и медицинская защита / Куценко С. А., Бутомо Н. В., Гребенюк А. Н. и др. ; Под ред. С. А. Куценко ; Воен.-мед. акад. им. С. М. Кирова. - СПб. : Фолиант, 2004 г. — 526 с. — ISBN 5-93929-082-5
- Основы токсикологии / С. А. Куценко. - СПб. : Фолиант, 2004 г. — 715 с. — ISBN 5-93929-092-2

## Награды

### Звания
- Заслуженный работник высшей школы Российской Федерации (1998[5])